# Hans Schröers
Hans Schröers (* 22. August 1903 in Düsseldorf; † 16. März 1969 ebenda) war ein Düsseldorfer Kunstmaler.

## Leben
Ab 1924 studierte er an der Kunstakademie Düsseldorf bei Willy Spatz und Franz Kiederich, dessen Meisterschüler er später wurde. 1930 wurde er Mitglied der Rheinischen Sezession und gehörte zum Kreis um Mutter Ey. Auf Einladung des Kunstvereins für die Rheinlande und Westfalen arbeitete er 1935 in der neu gegründete Künstlerkolonie Kronenburg in der Eifel. Mit einem Stipendium des Landes Nordrhein-Westfalen unternahm er mit dem Maler Kurt Neyers und dem Bildhauer Clemens Pasch 1952 eine Italienreise.
Im Düsseldorfer Malkasten war er einige Jahre als Vorstandsmitglied aktiv.
Der Themenschwerpunkt lag bei Landschaftsmalereien, Stadtansichten und Stillleben. Neben Teilnahmen an Gruppenausstellungen stellte er in Düsseldorf 1946 in der Galerie von Hella Nebelung aus. 1948 und 1954 folgten Einzelausstellungen in der Städtischen Galerie Schloss Oberhausen. Nach seinem Tod organisierte der Düsseldorfer Künstlerverein Malkasten 1970, 1973 und 1989 Ausstellungen seiner Werke.
Durch die Einträge in die jeweiligen Ausstellungskataloge nachgewiesene Ausstellungsbeteiligungen:
| 1932 | Künstler Arbeits Gemeinschaft / Kunsthalle Düsseldorf               | Keine Abbildung                                                             |
| 1935 | Weihnachts-Verkaufsausstellung Düsseldorfer Künstler…               | Keine Abbildung                                                             |
| 1937 | Kunstausst. Hilfswerk f. deutsche bild. Kunst d. NS-Volkswohlfahrt  | Keine Abbildung                                                             |
| 1938 | Festschrift zur 650-Jahr-Feier der Stadt Düsseldorf                 | in Farbe: „Karneval i.d. Altstadt“                                          |
| 1941 | Herbstausstellung Düsseldorfer Künstler                             | „Blumenstilleben“ Öl                                                        |
| 1942 | Winterausstellung Düsseldorfer Künstler 1942                        | Keine Abbildung                                                             |
| 1942 | Der Rhein und das Reich, D’dorfer K.-ausstellung Braunschweig       | „Karneval i.d. D’dorfer Altstadt“,Öl                                        |
| 1943 | Espositione Palazzo Strozzi, D.-dorfer Künstler in Florenz          | Keine Abbildung                                                             |
| 1943 | Kaufmann am Werk                                                    | „Antiquitätengeschäft“                                                      |
| 1943 | Junge Kunst im Deutschen Reich                                      | Keine Abbildung                                                             |
| 1947 | Stuttg.Kunstkabinett (Ketterer)                                     | „Harlekinade“                                                               |
| 1948 | Ausstellung Westdeutscher Maler/Essen                               | „Tanzender Hahn“ Öl                                                         |
| 1944 | Frühjahrsausst. Düsseldorfer Künstler                               | „Eine Artistin“                                                             |
| 1946 | Führer d.d. Ausstellung d. Rheinischen Sezession                    | Keine Abbildung                                                             |
| 1945 | Hella Nebelung, Galerie, Düsseldorf, Weihnachtsausst. 1945          | „Harlekinade“                                                               |
| 1948 | (Bestand) Kunstsammlungen der Stadt Düsseldorf                      | Keine Abbildung                                                             |
| 1948 | Rh.Sezession Ausst. Ehrenhof D'dorf                                 | Keine Abbildung                                                             |
| 1949 | Rheinische Sezession Ausstellung 1949, Kunsthalle Düsseldorf        | Keine Abbildung                                                             |
| 1950 | Neue Rh. Secession D'dorf / Rh.Secession in München                 | „Ulenspiegel und die Fische“                                                |
| 1951 | Kunstverein HanKeine Abbildungver, Blumen u. Gärten in der Malerei  | Keine Abbildung                                                             |
| 1952 | Rheinische Sezession Düsseldorf, Jahresausstellung                  | Keine Abbildung                                                             |
| 1952 | Große Weihn.ausst. d. bildenden Künstler v. Rheinland u. Westfalen  | „Hippodrom“ Öl                                                              |
| 1953 | 25 Jahre Rheinische Sezession                                       | „Die Nacht“ Öl                                                              |
| 1943 | Kunstverein HanKeine Abbildungver, 111. gr. Frühj.-Ausst.           | „Ruhepause“ Öl                                                              |
| 1946 | Rheinische Sezession, Ausstellung Städt. Kunsth. Düsseldorf         | Keine Abbildung                                                             |
| 1946 | Arnsberg, 1. gr. Kunstausstellung                                   | Keine Abbildung                                                             |
| 1947 | Rh.Kunst gestern und heute, Braunschweig                            | Keine Abbildung                                                             |
| 1947 | Westdeutscher Künstlerbund                                          | „Wallfahrt in Kevelaer“                                                     |
| 1953 | Gr. Weihn. Ausst. (1953) der bild. Künstler von Rheinland Westfalen | „Dohlen Am Tisch“ Öl                                                        |
| 1954 | Gr. Weihn. Ausst. (1954) der bild. Künstler von Rheinland Westfalen | „Seinebrücke“ Öl                                                            |
| 1955 | Kunstausst. Weihn. (1955) d. bild. Künstler v. Rheinl. Westf.       | Keine Abbildung                                                             |
| 1956 | Rheinische Sezession                                                | „Begegnung“ Rohrfeder                                                       |
| 1956 | Winter Ausst. d. bild. Künstler von Rheinland Westfalen (1956)      | „Stilleben mit Muscheln“ Öl                                                 |
| 1957 | Winter Ausst. (1957) der bild. Künstler v. Rhld. Westfalen          | „Porträt Christel“ Öl                                                       |
| 1957 | Rheinische Sezession in Wien (1957)                                 | „Mühlen am Niederrhein“ Öl                                                  |
| 1958 | Winterausst. (1958) d. bild. Künstler v. Rheinland u. Westfalen     | „Kirmesaufbau“ Öl                                                           |
| 1959 | Winterausst. (1959) d. bild. Künstler v. Rheinland u. Westfalen     | „Bärenklau und Rittersporn“ Öl                                              |
| 1958 | Rheinische Sezession in Berlin, 1958/59                             | „Auf dem Pinchio“ Öl                                                        |
| 1961 | Große Düsseldorfer Kunstausstellung 1961                            | „Vorstadtzirkus“ Öl                                                         |
| 1960 | 10. Winterausst. d. bild. Künstler v. Rheinland u. Westfalen        | „Zirkusaufbau“ Öl                                                           |
| 1961 | XI. Winterausst. d. bild. Künstler v. Rheinland u. Westfalen        | „Spinne und Krebs“ Öl                                                       |
| 1962 | Winterausst. 1962 d. bild. Künstler von Rheinld. u. Westfalen       | „Herbstliche Sonnenblumen“ Eitempera                                        |
| 1963 | Winterausst. 1963 d. bild Künstler von Rheinld. u. Westfalen        | „Tanzender Hahn“ Eitempera                                                  |
| 1963 | Das Tor / Düsseldorfer Heimatblätter September 1963                 | Keine Abbildung                                                             |
| 1964 | Winterausst. 1964 d. bild. Künstler von Rheinld. u. Westfalen       | „Herbstliches Stilleben“ Eitempera                                          |
| 1963 | (Bestand) Städt. Galerie Schloß Oberhausen, 1963                    | „Prozession in Kevelaer“ Öl auf Leinwand                                    |
| 1964 | Kunst ohne Grenze, 1963/64                                          | „Seezeichen auf Walcheren“                                                  |
| 1964 | Jahresausstellung im Malkasten 'das Kleine Format’ '64              | „Nach dem Regen“                                                            |
| 1965 | Jahresausstellung im Malkasten 'das Kleine Format’ '65              | „Sommertag“                                                                 |
| 1965 | Winterausst. 1965 d. bild. Künstler von Rheinld. u. Westfalen       | „Atelierecke“ Eitempera                                                     |
| 1966 | Jahresausstellung im Malkasten 'das Kleine Format’ '66              | „Blumenstand“                                                               |
| 1966 | Weinkellerei Malkasten GmbH Reklamebroschüre A4                     | 20 Karikaturen von Malerkollegen                                            |
| 1966 | Winterausst. 1966 d. bild. Künstler von Rheinld. u. Westfalen       | Keine Abbildung                                                             |
| 1953 | Düsseldorfer Künstler der Gegenwart                                 | Keine Abbildung                                                             |
| 1967 | Figurative Kunst aus Deutschland u.d. Niederlanden                  | „Atelierecke“ Eitempera                                                     |
| 1967 | Winterausst. d. bild. Künstler von Rheinld. u. Westfalen            | „Nächtliche Staude“ Eitempera                                               |
| 1967 | Das Kleine Format, KV Malkasten, D'dorf                             | „Gracht in Holland“                                                         |
| 1968 | Das kleine Format, Kv Malkasten, D´dorf                             | „Heeg in Holland“                                                           |
| 1968 | Das kleine Schaufenster, Mtgl. d. 'Malkastens’ im Jub.-Jahr         | „Stilleben mit Widderkopf“ Eitempera                                        |
| 1969 | Das kl. Schaufenster, D´dorfer Kunst im Malkasten                   | „Herbstliches Stilleben“ Tempera                                            |
| 1969 | Malkastenblätter, Mai 1969                                          | „Robinson-Illustrationen“ Wandschmuck in Robinsonbar, „Tauben in Dordrecht“ |
| 1970 | Malkastenblätter, Keine Abbildungvember 1970                        | „Gracht in Holland“                                                         |
| 1968 | Winterausst. d. bild. Künstler von Keine Abbildungrdrhein-Westfalen | „Ullenspiegel 68“ Eitempera                                                 |
| 1968 | Duisburger Sezession, Malkasten D´dorf                              | „Ohne Bez.“                                                                 |
| 1968 | Malkastenblätter 8/1968                                             | Keine Abbildung                                                             |
| 1968 | Malkastenblätter 7/1968 (120 Jhr. KV Malk.)                         | Umschlaggestaltung                                                          |
| 1969 | Rh. Maler unserer Tage, Galerie Schloß Oberhausen                   | „Stilleben mit Muschel“ Tempera                                             |
| 1966 | 100 Jahre Künstlerverein Malkasten D´dorf                           | „Malkastenruine, Straßenfront“                                              |
| 1968 | KV-Malkasten, Erinnerungsgabe                                       | Keine Abbildung                                                             |

Oben aufgeführte Ausstellungskataloge liegen vor bei: Bodo Schroeder, Turm-Galerie-Bonn, Schwalbenweg 5, 53343 Wachtberg.